# 伏龍芝站 (聖彼得堡地鐵)
伏龍芝站（羅馬化：Frunzenskaya）是聖彼得堡地鐵莫斯科－彼得格勒線的一個車站，開通於1960年4月29日。車站名稱取自於蘇聯軍事人物米哈伊爾·伏龍芝。